# Juana Azurduy
Juana Azurduy   (Sucre, gener 1780 - Sucre, 25 de maig de 1862) va ser una patriota de l'Alt Perú que va lluitar a les guerres d'independència hispanoamericanes per l'emancipació del Virregnat del Riu de la Plata contra la Monarquia espanyola i va assumir la comandància de les guerres que van conformar la denominada Republiqueta de La Laguna, per la qual cosa la seva memòria és honrada a l'Argentina i a Bolívia.
Va pertànyer a una família altperuana de bona posició econòmica; el seu pare era propietari de diverses finques de la regió, la seva mare era de Chuquisaca, i tenia un germà que va morir prematurament dos anys abans. Va quedar òrfena en forma imprevista, per la qual cosa va haver de completar la seva criança alternant entre els seus oncles i temporalment en un convent.
Va contreure matrimoni amb Manuel Ascensio Padilla, fill d'un estancier veí a la seva propietat. Fruit d'aquest matrimoni van néixer cinc fills, tots van participar en les batalles i els primers quatre van morir molt joves a causa de la malària. Amb el seu marit compartien ideals independentistes, cosa que els va impulsar a comandar un exèrcit amb el propòsit d'independitzar el seu territori.
Al llarg de la seva trajectòria militar va anar relacionant-se amb diverses persones, com Juan Huallparrimachi, a qui va adoptar com a protegit al costat del seu marit, i posteriorment les accions militars que van provocar la seva viduïtat la van portar a relacionar-se amb Martín Miguel de Güemes (potser el seu màxim referent militar).
La mort d'aquest últim va marcar la fi de la seva carrera i li va generar grans problemes econòmics en els darrers dies de la seva vida. Va morir en companyia d'un jove discapacitat fill d'un familiar llunyà en un habitatge precari. Devia passar gairebé un segle per a què la seva trajectòria fos reconeguda.
Va rebre diversos homenatges pòstums: entre el 1809 i 1815 va ser ascendida a mariscal de l'Exèrcit de Bolívia i general de l'Exèrcit Argentí per decisió de Manuel Belgrano, un dels més alts graus militars d'aquests països llatinoamericans, a més a tots dos països van emetre paper moneda amb la seva cara com a il·lustració. Una província boliviana porta el seu nom així com diverses institucions d'aquest país i l'Argentina. I també es van compondre cançons interpretades per artistes com Jenny Cárdenas i Mercedes Sosa, com Juana Azurduy amb lletra de Félix Luna i música d'Ariel Ramírez, i pel·lícules inspirades en la seva persona.

## Infància i joventut
Juana Azurduy va néixer a Toroca, població veïna a Chuquisaca, ubicada a la Intendència de Potosí del Virregnat del Riu de la Plata, actualment municipi de Ravelo, departament de Potosí, actual Bolívia, el 12 de juliol de 1780.
Els seus pares van ser Eulalia Bermúdez, una mestissa de Chuquisaca, i Matías Azurduy, un ric blanc amo de moltes propietats. El seu pare tenia una bona posició econòmica, amo de diverses propietats a la zona. Va tenir un germà, Blas, que va morir prematurament dos anys abans. Aquest fet va fer presumiblement que els seus pares esperessin un altre home i per això van criar la seva filla amb característiques d'un fill varó. A més, la societat de Chuquisaca per aquells anys era molt conservadora, i un fill varó permetria conservar el cognom Azurduy que era considerat noble i també hagués pogut seguir amb les activitats econòmiques del seu pare quan arribés a la majoria d'edat. Els seus pares van continuar buscant el fill home i anys després va néixer Rosalía, una altra filla dona que va fer convèncer el pare que no tindria més homes.
Juana va ser batejada a La Plata (avui Sucre, Chuquisaca) per la qual cosa se suposava que va néixer en aquesta ciutat. Va créixer a Chuquisaca vivint al camp amb llibertats que a altres nens no li donaven els seus pares en aquella època. Va compartir les tasques amb els pobladors originaris de la zona a qui observava treballar i dialogava amb ells utilitzant la llengua quítxua que la seva mare li havia ensenyat, i a més compartia amb ells les cerimònies religioses. Ella explicava que el seu pare li havia ensenyat a anar amb cavall, i ho feia a galop sense sentir por, i a més van fer plegats molts viatges.
Els seus pares van morir tots dos en forma imprevista, quan tenia set anys d'edat. La seva mare va morir de mort sobtada, cosa que va obligar el seu pare a enviar-la a tornar a casa seva al camp. Però al cap de poc temps el seu pare, que tenia una aventura amorosa, va ser assassinat suposadament per un aristòcrata del qual mai no va aconseguir conèixer-se la seva identitat.

### Vida en un convent
En quedar òrfenes les germanes van quedar a càrrec dels seus oncles, Petrona Azurduy i Francisco Díaz Valle, els qui ho van fer més per les propietats que van quedar a mans de les menors que per amor a les nenes. Per la formació que el seu pare havia inculcat a la seva filla basada en la rebel·lia i en la llibertat es contradeia amb la disciplina dels seus nous tutors Petrona i Francisco; sobretot la tia, amb qui les baralles eren freqüents.
Per resoldre el problema de convivència van resoldre enviar Juana a un convent. Rosalía era molt petita i va aconseguir conviure amb els seus oncles sense més sobresalts. Azurduy va acceptar ser enviada al convent per acabar amb la relació conflictiva amb els seus tutors i perquè algunes religioses ocupaven posicions de poder i prestigi en la societat chuquisaquenya, i se suposava que ella podia fer-ho també i de passada ajudar els marginats.
Però en un convent també cal mantenir la disciplina, i no hi havia més llibertats que a la casa dels seus oncles, per la qual cosa es va adonar que aquesta vida tampoc era per a ella; a banda que la vida no era a l'aire lliure. Aquestes limitacions en les seves llibertats van fer que Azurduy discutís fortament amb la mare superiora, cosa que va acabar en la seva expulsió del convent de Santa Teresa, i als disset anys d'edat va tornar a casa seva a Toroca.

### Matrimoni

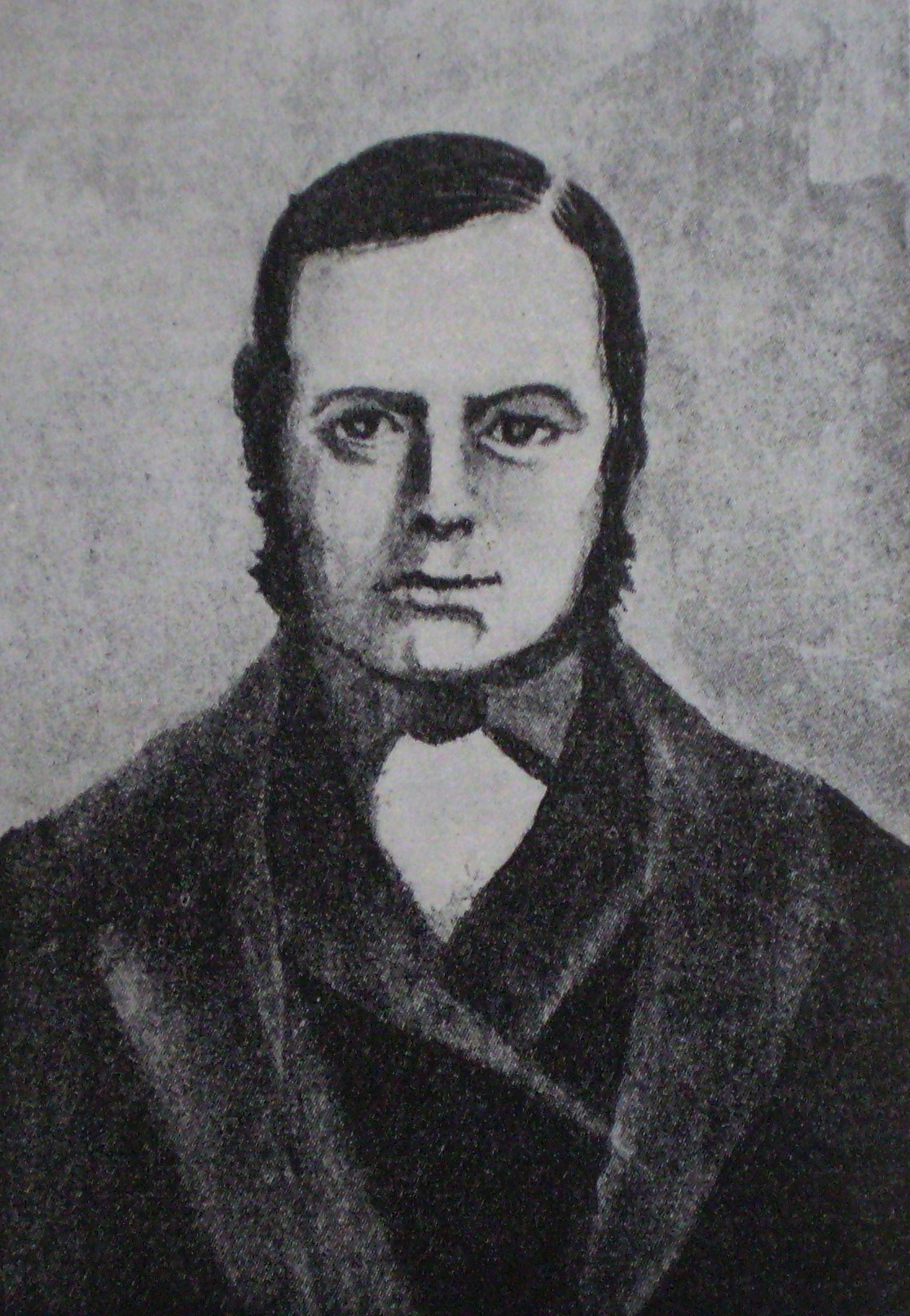
Manuel Ascencio Padilla, espòs de Juana Azurduy.

Atès que la convivència de Juana amb els seus oncles va tornar a ser difícil, es va allotjar a la casa que havia estat del seu pare. A més va col·laborar amb el seu oncle, que ja era molt gran, a l'administració de les propietats. En aquella casa va tornar a trobar la llibertat que el seu pare li havia inculcat.
Els Azurduy eren veïns amb els Padilla, una família de hisendats el pare de la qual, Melchor, era amic del pare d'Azurduy. Els Padilla tenien dos fills, Pedro i Manuel Ascencio. Les dues famílies compartien les festes i les feines. Entre Juana Azurduy i Manuel Ascencio Padilla es va començar a formar una relació de simpatia, i es van retrobar quan ella va tornar a casa quan va abandonar el convent; ella estava sola a la finca i es creuava a visitar la seva veïna Eufemia Gallardo de Padilla, esposa de Melchor, i qui devia haver coordinat la trobada de la futura parella, ja que veia en la jove noia una bona candidata per al seu segon fill.
A les trobades prèvies al matrimoni, Azurduy escoltava amb interès els relats de Manuel de les seves experiències viscudes, com la que li va tocar presenciar sent nen l'execució de Dámaso Catari, responsable d'una rebel·lió de connacionals seus que es va desenvolupar durant mesos sense que l'exèrcit hispànic la pogués contenir. Finalment van contreure matrimoni al maig de 1799, quan ella tenia 19 anys d'edat.

### Fills
El matrimoni de Juana i Manuel va tenir cinc fills: Manuel, Mariano, Juliana, Mercedes i Luisa. Ella es va ocupar que creixessin saludablement i el pare de l'economia familiar. El desig de donar un futur pròsper als seus fills va portar Padilla a postular-se per a un càrrec polític al govern de Chuquisaca però la seva condició de crioll va ser un impediment per aconseguir-ho; només podien accedir a aquestes posicions els ciutadans amb llinatge espanyol, i també eren notòria la diferències amb els impostos que havien de pagar. Aquestes circumstàncies van fer que el matrimoni dialogués quan els nens descansaven sobre la necessitat que aquesta desigualtat acabés.
Així mateix, Manuel havia pres coneixement per missatges dels seus amics estudiants d'altres països que el rei de França havia estat executat a la guillotina durant la Revolució Francesa i a més van arribar a aquesta regió llibres de Rousseau i l'Enciclopèdia que van influenciar en el pensament dels estudiants.
La primera acció va ser a la Revolució de Chuquisaca, de maig de 1809, en la qual els esposos van participar en forma activa, i aquest va ser l'esdeveniment que va determinar que els quatre nens haguessin de viure com a guerrillers per a tota la seva vida, patint els mals de les altures i havent de suportar mancances com fred i gana.
I quan el porteny Juan José Castelli va ser derrotat en la batalla d'Huaqui pels realistes, totes les propietats de la família Padilla van ser confiscades. Tot i que Azurduy va aconseguir en un primer moment refugiar-se a la ciutat, va ser delatada i arrestada amb els seus quatre fills, i confinada en una hisenda propera amb estricta vigilància de l'exèrcit espanyol. Amb això es pretenia acovardir Padilla, coneixedors de l'amor que ell sentia per la seva família. Però Azurduy va aconseguir derrotar els guàrdies, assassinant-ne diversos, i al costat del seu marit que l'esperava fora de la propietat i amb l'ajuda de tres cavalls van aconseguir escapolir-se. En un cavall van muntar Azurduy i la petita Juliana, a l'altre Manuel i Mariano (comptaven amb quatre i cinc anys d'edat) i al cavall restant Padilla amb Mercedes.
Posteriorment, i malgrat el desig del seu marit que no participés a les batalles, va deixar els quatre fills a cura dels indis i es va unir a l'exèrcit. Quan van instal·lar el campament a La Laguna, Azurduy els va enviar a buscar. L'encarregat d'aquesta missió va ser l'indígena Hualparrimachi, que va aconseguir el seu objectiu malgrat la dificultat de la ubicació, entre les regions muntanyenques entre Chuquisaca i Potosí.
En aquest lloc els quatre nens van poder jugar; a Manuel li agradava jugar grimpant als arbres, i quan queia al terra per la fallida d'alguna branca no demostrava cap símptoma de dolor. A Mariano li agradava jugar amb les amazones i soldats, aconseguint complir els seus desitjos manejant adequadament les problemàtiques, aconseguint complir allò que es proposava. Per la seva banda, la Juliana ja presentava un físic semblant al de la seva mare, tenia la pell color coure i aconseguia cavalcar el galop sense perdre l'equilibri. I finalment la petita Mercedes que estava aprenent a caminar i li agradava quan el pare la llançava a l'aire i la recollia.
L'estada en aquest campament va finalitzar quan el general Manuel Belgrano va ser derrotat i la família Padilla va haver d'escapar-se. En aquest exili, els nens van establir amistat amb Hualparrimachi, que els va ensenyar als homes a fer servir les armes: el petit Manuel va aprendre a fer servir l'«huaraca» i llençar pedres, mentre que Mariano no tenia l'habilitat necessària per fer servir les armes però sí l'habilitat suficient per amagar-se i escapolir-se, fent-ho de manera que fins i tot Hualparrimachi se sorprenia.
Les condicions de vida que la guerra els obligava a tenir no eren les ideals per al desenvolupament saludable dels nens; no aconseguien aliments per assegurar un menjar diari i la salut dels quatre va començar a esquerdar-se. Van començar a mostrar manca de forces, cansament i la impossibilitat d'aconseguir el que abans podien, com enfilar-se a les altures i altres habilitats que havien desenvolupat. I finalment, quan van aconseguir la victòria de Tarvita, el brigadier espanyol Joaquín de la Pezuela va ordenar aniquilar els Padilla. Quan va rebre el comunicat d'un espia i davant de les males condicions de salut dels seus fills, el matrimoni, va decidir separar-se; ella es va amagar a la vall de Segura amb la guàrdia d'uns quants guerrillers mentre que el marit va continuar amb la lluita. Com que l'espòs va ser derrotat a Pomabamba pels reialistes, Azurduy va decidir amagar-se als pantans de la Vall de Segura davant la possibilitat que la delatessin. Però aquest lloc era insalubre, cosa que va provocar que diversos dels seus guàrdies l'abandonessin.
Allà mateix els dos fills homes van contraure malària, i Manuel, el gran, empitjorava a mesura que passava el temps. Per evitar que les seves filles es contagiessin va ordenar a Dionisio Quispe que se les emportés amb ell al ranxo de qualsevol altre poblador originari que les pogués cuidar. Ella es va quedar cuidant els seus dos fills, que ja estaven greument malalts i finalment van morir. Els va enterrar en dues fosses precàries que va cavar i quan es va adonar que Quispe no havia tornat, va col·locar una creu de fusta a les tombes dels seus fills i va sortir a buscar les altres dues. Quan estava rumb a la direcció que presumia que havien d'haver seguit les seves filles es va trobar amb el seu marit i Hualparrimachi els qui en veure-la amb la roba trencada i ensangonada van presumir que alguna cosa dolenta havia succeït, i quan Padilla es va assabentar de la mort dels seus fills homes va tenir un atac de violència i va increpar la seva esposa per no haver cuidat els seus fills de manera adequada. Hualparrimachi va haver d'intervenir perquè no la colpegés i finalment Manuel es va posar a plorar desconsoladament; posteriorment li va demanar disculpes diverses vegades per aquest rampell. I finalment quan Padilla va aconseguir compondre's va abraçar la seva esposa, la va besar consolant-la, i van emprendre la missió que tenien immediata: el rescat de les dues filles. Van trobar un ranxo a les proximitats on segurament estaven presoneres. Amb l'ajuda de Hualparrimachi el van assaltar i es van enfrontar contra els ocupants, un grup de reialistes que van aconseguir que Quispe traís Azurduy, convencent-ho que el seu futur era unir-s'hi. Les dues nenes estaven lligades amb cadenes a un llit i van presenciar la matança dels seus captors com a resultat de l'operació de rescat.
Un cop aconseguit l'alliberament de les nenes, les van traslladar a coll, però durant aquest trasllat es va evidenciar l'alta temperatura als cossos de totes dues, símptoma del contagi del paludisme que ja havia acabat amb les vides dels dos fills homes. I finalment, malgrat els esforços dels dos pares, no van aconseguir sobreviure.
La mort dels quatre fills va tenir un canvi en les seves accions a la guerra per part de la parella, sobretot en el tractament als presoners, ja que en comptes de mantenir-los vius com venien fent van començar a aniquilar-los. Azurduy, que intercedia davant del seu marit perquè no matés els ostatges fins a aquest esdeveniment, va començar a exterminar-los ella mateixa, encara que portessin una bandera blanca de rendició.
I una altra de les accions que va emprendre la parella per pal·liar la mort de tots els seus fills va ser la recerca d'un altre. Azurduy va quedar embarassada de seguida, i estant en aquest estat va haver de lluitar contra l'enemic i patir la pèrdua del seu amic Hualparrimachi en una de les batalles que va haver d'entaular sola perquè el seu marit estava en una altra missió. I quan eren a la vetlla de Gregorio Nuñez, executat pels reialistes, va sentir les primeres contraccions, aleshores un grup de pobladores originàries la va acompanyar a la riba d'un riu on va donar a llum, va néixer una nena. Padilla amb prou feines va poder conèixer la seva nova filla del 1810 i va haver de posar-se al capdavant d'un combat per contenir un avenç reialista.
Azurduy s'allunyà d'aquest lloc en companyia d'una escorta comandada pel sergent Romualdo Loayza i quatre soldats. Portaven un carregament d'armes, animals i queviures. I per cobdiciar aquest carregament els cinc homes van resoldre trair la seva cap i intentar assassinar-la, aprofitant que estava feble pel recent part. Però quan Azurduy va veure que estava en perill va entrar en combat: d'un cop de sabre va tirar Loayza de la seva mula; malferit, aquest proferia crits de dolor, cosa que va paralitzar els altres quatre soldats. Aprofitant l'oportunitat Azurduy, va estrènyer fortament la seva filla i va obligar la mula a creuar un riu correntós; malgrat la força del corrent, l'animal amb els seus passatgers va aconseguir arribar a l'altra riba, posant-los fora de perill.
Quan es va reunir novament amb el seu marit, van resoldre que la nena portés el nom de Luisa i que la criés Anastasia Mamani, pobladora originària, qui li donava total confiança, i va aconseguir acomplir la tasca de forma satisfactòria. El fet que la criança estigués a càrrec d'una altra persona durant uns quants anys, va fer que posteriorment mare i filla no aconseguissin relacionar-se com era d'esperar-se. Quan tenia onze anys, Luisa va acompanyar la seva mare a la seva ciutat natal per intentar recuperar les propietats, i finalment Luisa es va casar amb Pedro Poveda Zuleta, establint domicili lluny de la casa de la seva mare, fet que va deixar Azurduy completament sola.

## Trajectòria

### Zona d'acció
Azurduy i Padilla van combatre al Virregnat del Riu de la Plata, partint del nord de Chuquisaca fins a les selves de Santa Cruz, abastant les ramificacions de la serralada de Los Frailes i les serres de Carretas, Sombrero i Mandinga. Per aquesta zona tenen les seves lleres els rius de Mojotoro, Tomina, Villar, Takopaya, Tarvita, Limón, Pescado i Sopachuy entre els més coneguts. A més, en aquestes zones s'establien les poblacions de Presto, Mojotoro, Yamparáez, Tarabuco, Takopaya, La Laguna i Pomobamba. Les dues últimes d'aquestes localitats van ser posteriorment reanomenades com Padilla i Azurduy homenatjant el matrimoni.
En aquesta àrea es va lliurar el que Bartolomé Mitre va denominar «Guerra de Republiquetes» en el seu llibre Història de Belgrano i de la Independència Argentina, precedint i servint de model per a la posterior Batalla de Salta. Aquesta batalla es va caracteritzar pel fet que es va paralitzar grans exèrcits experimentats i amb triomfs a sobre. En total la contesa va durar quinze anys, no es va deixar de barallar ni un sol dia, van participar 102 cabdills i només 9 van arribar a veure el final; la resta va morir al camp de batalla sense rendir-se, i tampoc demanar treva.
Cada lloc d'aquesta regió va constituir una «Republiqueta», un centre de rebel·lió amb el seu cap, bandera i administració autònoms, i els seus esforços van convergir a un resultat general que es va aconseguir sense que les parts arribessin a un acord. I els combatents van ser pobladors originaris armats amb pedres, la manca d'experiència de les quals en guerres convencionals no es va notar en les diferents batalles.
El mitjà de comunicació usat va ser el foc; als cims de les muntanyes es van establir llocs de vigilància on un home observava amb un ull d'àliga el que passava a cada punt del territori i quan observaven una novetat els avisava als guerrillers amb senyals de fum generades amb les fogueres fetes amb diferents tipus de fusta. D'aquesta manera van aconseguir sorprendre gairebé sempre els seus enemics, i gairebé sempre eludien les persecucions.

### La revolució de Chuquisaca
Azurduy i el seu marit es van sumar a la Revolució de Chuquisaca que el 25 de maig de 1809 va destituir el president de la Reial Audiència de Charcas, Ramón García de León y Pizarro, aixecament que va culminar a principis de 1810 quan els revolucionaris van ser vençuts per les tropes reialistes que el virrei del Virregnat del Riu de la Plata, Baltasar Hidalgo de Cisneros, va enviar al comandament del brigadier Vicente Nieto, condemnant als seus capitosts a presó i al desterrament. Padilla va tenir la missió d'impedir que els soldats lleials al govern de Potosí rebessin queviures, però la revolució no va tenir èxit i el general espanyol José Manuel de Goyeneche va executar els principals capitosts, i Padilla va ser inclòs a la llista dels que havien de ser empresonats i posteriorment abandonar el territori pel seu suport a la revolta, però Padilla va aconseguir escapolir-se ajudat pels pobladors originaris els qui el van allotjar a casa fins que la tranquil·litat va tornar a la zona. I aquesta acció de fugida de Padilla va provocar que tota la família hagués de viure com a guerrillers exposats a tota mena de perills a partir de llavors.

### La revolució de Cochabamba
El 14 de setembre de 1810, Cochabamba es va revoltar contra el govern d'Espanya en suport a la revolució de maig de 1810 al llavors Virregnat del Riu de la Plata, i Padilla es va allistar a les ordres d'Esteban Arce, el líder dels cabdills rebels. I aquest cap el va nomenar comandant de les forces rebels a cinc zones, i va tenir la missió d'estar al capdavant de 2000 soldats conformats per pobladors originaris que havien d'evitar que de Lagunillas surtin queviures rumb a Chuquisaca destinat als reialistes.
Aquesta acció revolucionària va ser sufocada per l'exèrcit reialista, i va començar l'assetjament per a la família Padilla.

### Primera expedició auxiliadora a l'Alt Perú
Produïda la Revolució de Maig a la ciutat de Buenos Aires, la capital virreinal, els esposos Padilla es van unir, a partir de 1811, a l'Exèrcit Auxiliar del Nord enviat des de Buenos Aires, per combatre els reialistes de l'Alt Perú, i Azurduy va rebre a els caps revolucionaris Juan José Castelli, Antonio González Balcarce i Eustoquio Díaz Vélez a les hisendes de Yaipiri i Yurubamba.
Després de la derrota de les forces patriotes a la batalla d'Huaqui el 20 de juny de 1811, l'exèrcit del virrei del Perú, al comandament de José Manuel de Goyeneche, va recuperar el control de l'Alt Perú. Les propietats dels Padilla, juntament amb les collites i els seus bestiars, van ser confiscades; així mateix, Juana Azurduy i, aleshores, els seus quatre fills van ser capturats, encara que Padilla va aconseguir rescatar-los, refugiant-se a les altures de Tarabuco, aconseguint eludir una nit la guàrdia i rescatar la seva família ajudat per tres cavalls, un muntat per Azurduy i la seva filla Juliana, el segon pels seus fills homes i l'últim per Padilla i la seva filla Mercedes.
Azurduy va sol·licitar a Padilla unir-se amb ell a les milícies rebels, però ell es va negar adduint que el seu deure era cuidar els fills que encara eren molt petits. Però malgrat la negativa del seu marit, en absència ella practicava estratègies de lluita amb ninots de palla que ella els travessava amb la seva llança i a més exercitava amb la boleadora. El seu marit li enviava records de les seves missions, en una oportunitat li va fer arribar un estendard amb les armes del rei que havia aconseguit a la batalla de Pitantora. I en aquest període d'absència del seu marit, gairebé un any, li arribaven a Azurduy notícies contradictòries, unes anunciant victòries i altres on se li notificaven de derrotes, i al seu retorn Padilla li va explicar la història de les dones cochambines que van aconseguir repel·lir l'avenç del general Goyeneche. Aquesta història i el fet que la seva llar a la muntanya ja no era segura perquè ja eren coneguts per molts pobladors que portaven llenya, menjar o simplement volien conèixer-la a ella i als seus fills, incrementant així les possibilitats d'una delació van fer que Azurduy prengués la decisió d'unir-se a les tropes revolucionàries deixant els fills en mans de cuidadors de la seva confiança.

### Relació amb Huallparrimachi
Entre la gent que va reclutar per a la causa independentista es va destacar Juan Huallparrimachi, o Wallparrimachi, un poeta indígena qui es va oferir davant el matrimoni Padilla per ser part de la seva tropa. Afirmava ser fill natural de Francisco de Paula y Sanz, exgovernador de Potosí, i aquest era fill il·legítim del rei Carles IV d'Espanya. Tenia odi contra els espanyols perquè va ser testimoni de la violència que el seu pare va exercir contra la seva mare, una pobladora originària de la regió, i finalment va abandonar-la deixant-la en males condicions de vida.
Els Padilla ràpidament van entrar en confiança amb ell, Azurduy el tractava com a un dels seus fills i finalment Padilla el va nomenar lloctinent. A més, va demostrar tenir habilitats i destreses per atacar eficientment l'enemic. Una de les funcions que li van assignar va ser la de custòdia dels fills de la parella, tasca que va aconseguir complir eficientment i a més es va exercir com a entrenador dels menors, sobretot dels dos homes a qui els va ensenyar el funcionament de les principals armes, com l'arc i la fletxa, la llança, l'huaraca i el llançament de pedres.
També va participar en missions militars; va ajudar a rescatar Padilla quan va ser capturat quan va intentar acovardir un senyor de cognom Carvallo per assetjar els nadius en nom del delegat del cantó de Tapala, Manuel Sánchez de Velasco. Quan els pobladors no podien pagar els impostos, Carvallo els confiscava els béns deixant-los a la misèria i amb una mort propera segura per inanició, a més tenia acusacions per torturar i assassinar per aconseguir imposar la seva voluntat.
Una altra de les missions que va aconseguir complir Huallparrimachi va ser el trasllat dels quatre fills, que havien quedat a cura de pobladors originaris de confiança, al campament de La Laguna on els seus pares estaven instal·lats. Era un encàrrec difícil perquè aquell campament estava ubicat en un terreny en una zona muntanyosa entre Chuquisaca i Potosí.
Va participar de la batalla de la Tarvita, va ser el que va donar l'ordre d'assalt a les tropes i a més es va exercir com a espia, va descobrir en una butxaca dels presoners una carta de Sánchez de Velazco al comandant López on anunciava l'arribada d'un grup armat que s'uniria als que estaven en aquell moment presoners per augmentar la quantitat d'homes per lluitar contra els Padilla. Aquesta informació els va donar temps per organitzar la defensa.
Aquesta missió va fer que a partir d'aquell moment acompanyés Padilla a les missions militars, deixant la funció original de guàrdia dels fills, ja que el nou refugi era considerat segur pel matrimoni. Al costat de Padilla es va dirigir a Sauces, i el va ajudar en les negociacions amb els pobladors d'aquesta comuna per aconseguir homes perquè un informant havia informat, erròniament o a propòsit, que Azurduy i els seus fills havien estat capturats i Padilla volia tornar a rescatar-los; no obstant això no van tenir èxit en l'intent d'aconseguir ajuda, ningú no va voler unir-s'hi i fins i tot els van confiscar les armes que els havien encarregat que guardessin. Finalment Huallparrimachi va ser testimoni de la notícia de la mort dels dos fills homes, va haver de contenir Padilla que estava fora de si i també participar en el rescat de les dues filles que estaven presoneres dels reialistes i presenciar, una vegada conclòs rescat, la mort de les dues nenes víctimes de la malària.
Finalment, en una de les batalles que Huallparrimachi va participar al costat dels Padilla, va haver de salvar la vida d'Azurduy deixant la d'ell. Va ser al Turó de la Carretas on estaven apostats per emboscar el coronel Sebastián Benavente, que complint ordres del general de la Pezuela estava desplaçant un batalló des de la caserna de Cinta. El coronel Benavente va aconseguir subornar Pedro Artamachi, un originari membre de l'exèrcit dels Padilla, i aquest el va guiar durant la nit cap al campament on l'exèrcit dels Padilla dormia, van trobar Azurduy sola, el seu marit estava recorrent la zona ordenant els llocs. Azurduy es va defensar de l'atac i va proferir crits, i en aquell moment Huallparrimachi va sortir a ajudar arribant en el moment exacte, perquè va aconseguir interposar-se a trets de fusells que tenien com a blanc la seva cap però que van acabar al seu pit caient mort sense aconseguir proferir ni un gemec. Va morir aconseguint que Azurduy no patís ni una ferida.

### Segona expedició auxiliadora a l'Alt Perú
El 1812, Padilla i Azurduy es van posar a les ordres del general Manuel Belgrano, nou cap de l'Exèrcit Auxiliar del Nord, arribant a reclutar 10.000 milicians. Van aconseguir la simpatia de Belgrano de seguida, en el moment de la presentació, segons els informes que el general enviava a Buenos Aires on destacava que havia trobat als esposos dos col·laboradors per a la missió. Azurduy es va encarregar de recórrer la zona buscant voluntaris per participar de les missions independentistes. Va aconseguir reunir deu mil reclutes entre els pobladors ayllus els qui eren convençuts per la seva presència, vestida amb vestimentes militars i manejant amb destresa el seu sabre. El fet que era dona donava més ànim als homes d'allistar-se i també a les dones.
Azurduy va organitzar, utilitzant bibliografia que li va facilitar el mateix Belgrano, un batalló que va denominar «Leales» que li va ensenyar tàctiques i estratègies de guerra. Va començar a utilitzar a les seves missions uns pantalons blancs tipus mameluc, una jaqueta color escarlata o blava i una gorra militar amb una ploma blava i blanca, els colors que Belgrano va triar per a la bandera de l'Argentina. Ho va fer com a suport per al general i en protesta a l'ordre del Primer Triumvirat de Buenos Aires que havia ordenat a Belgrano a no utilitzar-la.
Produït l'Èxode Jujeny, van prestar col·laboració amb la rereguarda comandada pel general major Díaz Vélez. La popular entrada de Díaz Vélez a Potosí, el 17 de maig de 1813, va permetre que Juana Azurduy i la seva família pogués retrobar-se amb Padilla.
A la batalla de Vilcapugio, lliurada l'1 d'octubre de 1813, el grup armat dels Padilla es va encarregar del transport dels canons per les muntanyes i el seu emplaçament als llocs adequats, per tant els esposos no van tenir participació protagonista en aquesta contesa que va acabar sent una derrota de l'exèrcit patriota. Un cop finalitzada la batalla van ajudar a escortar el general major Díaz Vélez i la seva divisió, que va reunir la tropa dispersa quan es va retirar cap a Potosí. Posteriorment Azurduy va recriminar a Belgrano el fet de no haver participat en forma directa de les accions, i aquest li va contestar que ell tenia dubtes que aquesta divisió d'homes tingués la disciplina suficient per sostenir una batalla, considerava que no tenien la formalitat d'un exèrcit experimentat.
Amb el batalló «Leales», els esposos Padilla van participar en la batalla d'Ayohúma, el 9 de novembre de 1813. Al front de batalla es van situar al flanc dret, amb la col·laboració de Corneli Zelaya, un dels lloctinents de la parella . Tot i que en aquesta batalla els «Leales» d'Azurduy es van destacar, aquesta va significar una aclaparadora victòria reialista. Belgrano en reconeixement va obsequiar a Azurduy la seva espasa, arma que va utilitzar en totes les seves accions posteriors.
Aquesta nova derrota va significar la retirada temporal de l'exèrcit rioplatenc de l'Alt Perú. A partir d'aquell moment Padilla i els seus milicians es van dedicar a fer accions de guerrilles contra els reialistes. Els va convèncer que no anaven rebre més ajuda dels exèrcits rioplatencs i que a partir d'aquell moment depenien dels seus propis cabdills, presumpció que el temps va desvirtuar.

### Batalla de Las Carretas

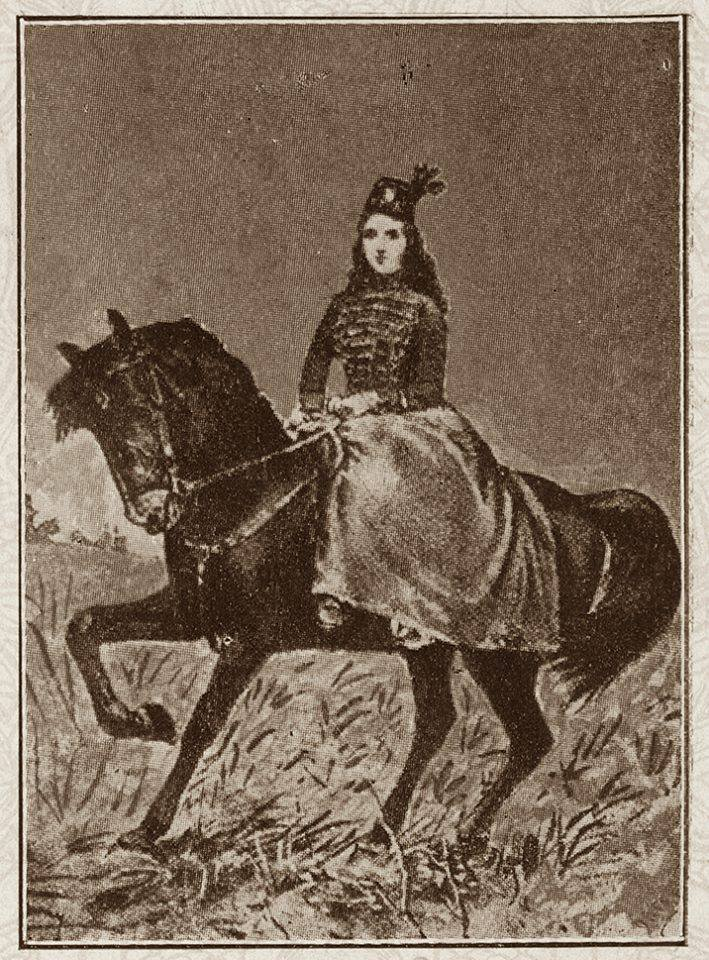
Retratat de Juana Azurduy, data desconeguda.

Al Turó de Las Carretas els guerrillers de Padilla es van apostar per enfrontar als homes del coronel Sebastián Benavente, que estaven complint ordres del general Joaquín de la Pezuela. Estava ubicat a dues llegües de Tarabuco. Era un lloc de difícil accés al qual només s'hi podia accedir si es coneixia el terreny. Però Benavente va aconseguir comprar informació a Pedro Artamachi, un poblador originari de la zona, i aquest durant la foscor de la nit el va guiar fins al campament on residia Azurduy.
El 2 d'agost de 1814, va començar l'acció entre l'exèrcit reialista, que comptava amb diverses armes de foc, i els altperuans armats d'hurraques, llances i fletxes i algunes armes de foc que havien aconseguit apropiar-se en les anteriors conteses amb els reialistes. La batalla es va desenvolupar durant tres dies i una de les baixes sofertes va ser Hualparrimachi, quan va ser sorprès a l'operació nocturna pels soldats reialistes; tornava al campament amb un grup de soldats en escoltar les primeres detonacions d'armes de foc, quan un artiller reialista va observar la seva presència va obrir foc, però la munició va donar al pit de Hualparrimachi, que va caure mort immediatament amb el seu pit destrossat. En aquest enfrontament es va perdre un important nombre en la força dels Padilla, i quan els reialistes es van assabentar dels resultats d'aquesta contesa van decidir clavar els cops finals per acabar amb els moviments guerrillers.
El 3 de març de 1816 prop de Villar, Juana Azurduy al capdavant de trenta genets, entre ells diverses dones, va atacar a les forces del general espanyol La Hera, els va treure l'estendard i va recuperar alguns fusells. I cinc dies després, Azurduy va atacar el turó de Potosí.
A causa d'aquests èxits militars va rebre el rang de tinent coronel per un decret signat per Juan Martín de Pueyrredón, director suprem de les Províncies Unides del Riu de la Plata, el 13 d'agost de 1816. Després d'això, el general Belgrano el va fer entrega del seu sabre, el que havia utilitzat a l'Èxode Jujeny. A més, el decret de Pueyrredón la va posar al capdavant d'una divisió anomenada «Decididos del Perú» i li atorgava el dret a fer servir l'uniforme militar.

### Acovardiment a Carvallo
Una persona de cognom Carvallo abusava dels pobladors locals complint ordres de Manuel Sánchez de Velazco, subdelegat del cantó de Tapala. Executava confiscacions de propietats i els béns econòmics quan els ciutadans no podien pagar els impostos, cosa que provocava que morissin per inanició. I a més van arribar a orelles de Padilla casos d'assassinats comesos per aquesta persona per terroritzar els habitants. Davant d'aquestes evidències, el matrimoni Padilla van planificar una acció de represàlia contra aquesta persona. Per a aquesta operació estaven disponibles Huallparrimachi i José Ignacio Zárate, un cabdill originari de la regió del Porco que es va unir als esposos Padilla després de la derrota de la batalla d'Ayohuma.
Durant la nit del 18 de febrer de 1814 el grup es va dividir en dos; Padilla i Zárate van penetrar a l'alcova de Sánchez de Velazco i el van prendre presoner, mentre que els restants van aprofitar la fama de violent que tenia Zárate, i mentre recorrien el llogaret cridaven: «Aquí està Zárate, fugim, fugim!», provocant que els pobladors correguessin buscant refugi. Davant l'èxit aconseguit amb l'operació van alliberar Sánchez de Velazco i van tornar al refugi amb algunes riqueses de què van aconseguir apropiar-se al lloc.
Però prop d'allà, fora del campament, hi havia Carvallo, qui era a més militar, que va aconseguir armar una tropa i sortir a la recerca dels guerrillers. Aquests estaven amb els seus quatre fills; per tant es van dividir: Azurduy i Huallparrimachi es van encarregar de posar fora de perill els menors mentre que Padilla i Zárate van quedar enfront dels homes de Carvallo, i malgrat els intents per defensar-se van ser ferits, capturats i estaquejats al lloc. I a més van començar a torturar-los com a preparatiu per a la posterior execució. Per evitar això últim, Azurduy i Huallparrimachi van deixar els nens en una llar de pobladors originaris lleials i van començar a planejar el rescat. I dos factors van jugar a favor dels presoners: el fet d'haver-li perdonat la vida a Sánchez de Velasco va fer que aquest exigís que abans de l'execució un sacerdot els donés l'extremunció, i el segon va ser que no sabien que el segon presoner era el famós Zárate. I de sobte, de lluny se senten crits dient que Zárate havia tornat, fent que els reialistes, que en aquell moment estaven en estat d'ebrietat jugant amb armes blanques a fer talls als presoners, deixessin el que estaven fent i es dirigissin a preparar la defensa del lloc. Els que van donar la falsa alarma eren Azurduy i Huallparrimachi mentre disparaven a l'aire i copejaven branques. I davant la confusió generada els presoners van aconseguir escapar-se a tota velocitat.
Aquesta operació reeixida, l'intent fallit de Belgrano per fer explotar la Casa de la Moneda a Potosí, edifici emblemàtic del poble, i a més que el tresor del qual els homes de Belgrano es van apropiar en aquest lloc s'estava usant per finançar un altre exèrcit auxiliar per al sud, va fer que més gent s'unís a les tropes de Padilla.

### La mort de Padilla
El matrimoni Padilla i el seu exèrcit van triomfar a Tinteros, però van patir moltes baixes, malgrat que els seus enemics estaven organitzant ofensives contra ells; un espia els va avisar que 2000 homes al comandament de Miguel Tacón van sortir de Chuquisaca i altres 700 homes al comandament de Francisco Javier d'Aguilera ho feien des de Vallegrande en una acció coordinada per aconseguir atacar-los des de dos flancs.
Amb aquesta informació, Padilla va intentar una operació de defensa i va ordenar a un grup de montoneros anar a la trobada dels atacants per intentar aturar-los, però davant l'evidència que des del Virregnat del Riu de la Plata no arribarien més reforços i la gran durada de la guerra va provocar que diversos dels guerrillers desertessin i/o es canviessin de bàndol com va fer Manuel Ovando, qui li va ensenyar al coronel Aguilera el camí per arribar a La Laguna.
Els especialistes que van investigar la batalla de La Laguna, que va tenir lloc el 13 de setembre de 1816, van concloure que l'estratègia de Padilla va ser incorrecta perquè tot i que era un terreny obert, va enviar a les tropes d'infanteria pel centre per enfrontar els seus rivals i la cavalleria comandada per Cueto s'havia d'ocupar de la rereguarda dels enemics. I a la rereguarda reialista hi havia Aguilera, que amb les seves tropes van contenir l'atac dels homes de Padilla al llarg de diverses hores d'una batalla cos a cos, i finalment aquests últims es van haver de retirar desordenadament.
L'endemà, el 14 de setembre, Padilla va ingressar al Villar amb el romanent de les forces i van establir campament al santuari, i a aquest lloc va arribar la resta dels guerrillers. En aquest lloc hi havia Azurduy qui es va quedar com a reserva amb alguns homes en custòdia de les armes i els cabals. Però no sabien que Aguilera els estava seguint sigil·losament, i en forma sorprenent va assaltar el campament amb un esquadró de cavalleria matant els que no aconseguien escapar.
Azurduy es va posar al capdavant de la defensa i va ser ferida amb dos projectils, un a la cama i un altre al pit. I malgrat les ferides de consideració va continuar lluitant per no desmoralitzar la resta dels guerrillers contenint els gestos de dolor. I en aquest mateix lloc Aguilera va tallar el cap a Padilla. A continuació va agafar el cap de Padilla amb les mans tacades de sang i les va exhibir als seus soldats en senyal de triomf, i aquests cridaven victoriosos. Al costat de Padilla hi havia una amazona i Aguilera pensant que era Azurduy la va decapitar amb el mateix sabre que havia fet servir anteriorment. Els dos caps van ser col·locats en una pica que van ser posteriorment col·locats a la plaça d'El Villar.
Manuel Ovando va declarar davant el doctor Adolfo Tufiño el 1882 que va ser qui va assassinar Padilla quan estava seguint Aguilera, i el cavall d'aquest no va poder continuar la seva marxa per la fatiga. Aleshores ell va continuar després de Padilla, que es va girar apuntant-lo amb la seva pistola però sense poder disparar perquè no estava carregada, llavors Ovando diu que li va disparar dos trets amb la seva pistola provocant que Padilla caigués al terra ensangonat, i llavors amb el seu punyal va procedir a tallar-li el cap, malgrat els intents del pare Polanco per impedir-ho. I posteriorment li va presentar al coronel Aguilera el cap, i va ser col·locat a la punta de la pica a la plaça.
Azurduy va aconseguir escapar del camp de batalla a cavall, i dessagnant-se a causa de les ferides profundes que li havien provocat els projectils que havien impactat en el seu cos, en el camí el van informar de la seva nova condició de viduïtat. En assabentar-se de la novetat i estar convençuda de la veracitat dels fets va intentar tornar per morir amb el seu marit en aquest lloc però els seus seguidors la van fer desistir de l'intent i va continuar el viatge cap a la Vall de Segura, i a més va assumir el comandament de les tropes tenint el principal objectiu de salvar el tresor que estava valuat en aproximadament 60.000 duros, i també posar fora de perill a la seva filla Luisa i una caixa de fusta amb documentació, entre la qual es trobava el nomenament com a tinent coronela de l'exèrcit argentí.

### Reorganització de les tropes

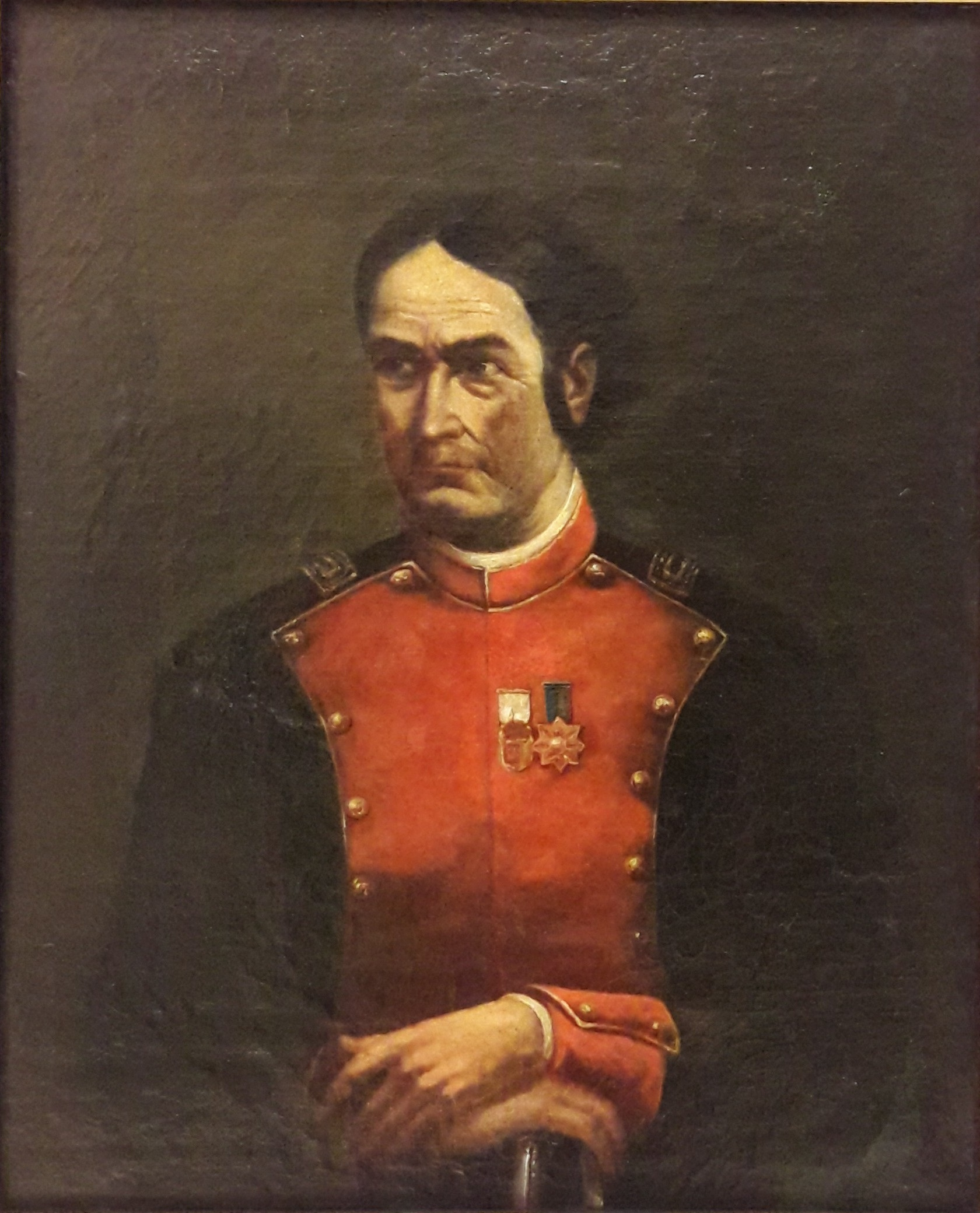
Oli sobre tela de Juana Azurduy

La notícia de la mort de Padilla es va anar expandint cap a tots els cabdills els qui van decidir formar un consell per nomenar el nou comandant. Azurduy va ser la presidenta d'aquest consell, i l'elecció per triar el nou cap va ser difícil; Jacinto Cueto, Fernández, Severo Bedoya van ser els candidats a agafar el comandament, però aquests no acceptaven aquesta posició quan l'elecció semblava definir-se cap a un. Va ser llavors quan van decidir delegar la tasca d'escollir el nou comandament de les tropes a Azurduy. I finalment ella va triar a Cueto ponderant el seu acompliment a la batalla de La Laguna. I Esteban Fernández va ser elegit com el subcap. La primera missió que va recaure en els nous comandaments va ser informar Belgrano de la novetat, tasca que va complir ràpidament.
Però no tots van quedar conformes amb el nomenament, entre ells Apolinar Zárate que es va quedar a Tarabuco tot i ser cridat a una reunió a Molleni, i a més es va descobrir que li faltaven vint-i-cinc homes i el mateix nombre de fusells, i posteriorment el subcap Fernández i Ravelo també es van revoltar i van constituir el seu propi batalló. Aquesta revolta no només estava inspirada en l'absència de qui va ser un líder inobjectable sinó també en la cobdícia pel tresor que Azurduy posseïa, fons que servien per comprar prou quantitat d'armes per continuar les accions bèl·liques amb bon avantatge.
Per intentar contenir els insubordinats, l'ara tinent coronel Azurduy va requerir l'ajuda de Martín Miguel de Güemes, que ja era conegut a tot Llatinoamèrica per les seves accions de guerra a Salta i Jujuy. El missatger va ser fra José Indalecio de Salazar, qui li havia de sol·licitar que nomenés un reemplaçant per al mort Padilla. Güemes va nomenar el tinent coronel José Antonio Asebey però mai no va poder fer efectiu el seu nou càrrec perquè els caps es van negar a acceptar-lo per alguns dubtes cap a la seva persona.

### Recuperació del cos de Padilla
Azurduy tenia l'objectiu de recuperar les restes del seu marit, el cap del qual seguia exposat a la plaça de La Laguna. Per a aquesta empresa li va encomanar a Caipé, un llançafletxes tacafucus que havia de recórrer la zona reclutant voluntaris entre la població de la zona per conformar un batalló. Cent pobladors originaris es van unir a la missió, sumats a cent amazones. Aquesta partida encara resultava insuficient a Azurduy i sol·licita a Esteban Fernández i a Agustín Ravelo que s'uneixin. En el viatge a La Laguna es van unir guerrillers pertanyents a les poblacions originàries que cercaven venjança.
En arribar a La Laguna, els guerrillers van iniciar la batalla caient-los damunt els homes liderats pel coronel Francisco Baruri provocant una matança, considerada la més cruel de les guerres independentistes d'Amèrica; tot reialista que es creuava en el camí va ser mort, els carrers quedaven tacats de sang al pas dels guerrillers. Més tard es van apoderar del cap de Padilla, que ja estava en procés de descomposició, plenes de cucs i consumida pels corbs; la traslladaren cap a l'església del lloc i la dipositaren sobre l'altar, allà oficiaren una cerimònia religiosa amb els honors corresponents a un coronel de l'Exèrcit Argentí.

### Relació amb Güemes
Per solucionar la pèrdua del seu marit, Juana Azurduy va buscar un altre home que li pugui brindar el suport que necessitava. Va recordar que Arenales havia anomenat un home que el seu mort marit també respectava: Martín Miguel de Güemes. També provenia d'una família de bon passar econòmic i també compartia els ideals de pau i justícia. I a la seva recerca es va dirigir Azurduy, i va ser rebuda amb respecte i inclosa a l'exèrcit de Güemes amb tasques executives i de responsabilitat.
És possible que entre Güemes i Azurduy s'hagi produït una relació amorosa, ja que ella encara conservava els seus dots femenins malgrat les guerres i a Güemes li interessaven les dones. I a més van compartir molt de temps junts.
Però aquesta relació amb Güemes també va acabar en forma tràgica amb la mort en combat del general salteny, fet que va marcar el final de la carrera militar d'Azurduy i el principi de les penúries econòmiques que va patir fins al final dels seus dies. Va sol·licitar ajuda a les autoritats de la província de Salta per tornar a la seva ciutat natal Chuquisaca però la resposta va ser l'assignació de quatre mules i cinquanta pesos per a les despeses del seu viatge, i finalment després de set anys de permanència a la capital saltenya va emprendre el retorn a la seva ciutat natal.

### Últims anys i la seva mort
Juana Azurduy va arribar a la seva ciutat natal, Chuquisaca, en companyia de la seva filla Luisa, que tenia llavors onze anys d'edat, i cap veí d'aquesta ciutat va anar a rebre-la. El primer que va fer a la localitat va ser intentar recuperar les propietats que havia deixat per emprendre la seva acció militar, però algunes havien estat confiscades pel govern i altres estaven a nom de la seva germana Rosalía, que es dedicava a atendre casa seva i criar els seus fills. Azurduy va intentar recuperar la possessió dels seus béns però el govern només li va reconèixer una de sola: la hisenda de Cullco. Posteriorment i a causa de les necessitats econòmiques que patia la va haver de vendre molt per sota del valor que hagués correspost.
Ningú li va reconèixer la seva trajectòria a les guerres independentistes perquè els supervivents eren persones que no van tenir bon comportament durant la guerra. La majoria dels cabdills ja havien mort. I a més els que ara habitaven la regió els resultava més difícil desenvolupar-se en la política que al camp de batalla, a més en els càrrecs més alts del govern hi havia el mariscal Santa Cruz, que va combatre per als reialistes al començament de la guerra i va tenir a el seu càrrec la repressió de l'aixecament de La Paz, el 1809.
A més, llavors s'estava començant a organitzar la república de Bolívia, i s'estaven desenvolupant lluites internes que van impedir que tinguessin ocasió de recordar els qui lluitaven per la independència d'aquell país. Malgrat tot hi va haver persones que si se'n van recordar, en una oportunitat es van presentar de sorpresa a la seva vivenda Simón Bolívar acompanyat de Sucre, el cabdill José Miguel Lanza i altres persones per homenatjar-la i reconèixer la seva trajectòria. El general Bolívar va elogiar davant dels altres dient:
| « | Aquest país no s'hauria de dir Bolívia en el meu homenatge, sinó Padilla o Azurduy, perquè són ells els que el van fer lliure. | » |

i li va atorgar una pensió de seixanta pesos que posteriorment Sucre la va augmentar a cent pesos per comanda per nota d'Azurduy: 
| « | A las muy honorables juntas Provinciales: Doña Juana Azurduy, coronada con el grado de Teniente Coronel por el Supremo Poder Ejecutivo Nacional, emigrada de las provincias de Charcas, me presento y digo: Que para concitar la compasión de V. H. y llamar vuestra atención sobre mi deplorable y lastimera suerte, juzgo inútil recorrer mi historia en el curso de la Revolución. (...) Sólo el sagrado amor a la patria me ha hecho soportable la pérdida de un marido sobre cuya tumba había jurado vengar su muerte y seguir su ejemplo; más el cielo que señala ya el término de los tiranos, mediante la invencible espada de V.E. quiso regresase a mi casa donde he encontrado disipados mis intereses y agotados todos los medios que pudieran proporcionar mi subsistencia; en fin rodeada de una numerosa familia y de una tierna hija que no tiene más patrimonio que mis lágrimas; ellas son las que ahora me revisten de una gran confianza para presentar a V.E. la funesta lámina de mis desgracias, para que teniéndolas en consideración se digne ordenar el goce de la viudedad de mi finado marido el sueldo que por mi propia graduación puede corresponderme. | » |

Li van pagar aquesta pensió, que no era un alt valor econòmic, per termini de dos anys. Se la van deixar de pagar quan va sobrevenir l'anarquia a Bolívia en ser ferit Sucre a la caserna de San Francisco i el president Pedro Blanco assassinat a la Recoleta. Aquest president Blanco havia estat comandant de les tropes reialistes i lluitat contra els esposos Padilla. Finalment la pensió que li havien atorgat va ser derogada el 1857 sota el govern de José María Linares. Tampoc Azurduy va rebre ajuda de Buenos Aires, perquè en perdre el territori altperuà considerava, o això semblava, estranger tots els nadius i residents en aquesta zona incloent Azurduy malgrat les seves lluites independentistes que va beneficiar aquest districte.
A Charcas va conèixer una altra dona de la independència americana, Manuela Sáenz, també amb el grau de coronela, qui li va escriure.
| «                                      | El Libertador Bolívar me ha comentado la honda emoción que vivió al compartir con el General Sucre, Lanza y el Estado Mayor del Ejército Colombiano, la visita que realizaron para reconocerle sus sacrificios por la libertad y la independencia. El sentimiento que recogí del Libertador, y el ascenso a Coronel que le ha conferido, el primero que firma en la patria de su nombre, se vieron acompañados de comentarios del valor y la abnegación que identificaron a su persona durante los años más difíciles de la lucha por la independencia. No estuvo ausente la memoria de su esposo, el Coronel Manuel Asencio Padilla, y de los recuerdos que la gente tiene del Caudillo y la Amazona. | » |
| — Manuela Sáenz, 8 de desembre de 1825 | |   |

És interessant llegir la resposta d'Azurduy a aquesta carta, disponible al mateix article.
El mariscal Sucre president de Bolívia li va augmentar la seva pensió, que amb prou feines l'aconseguia per menjar, però va deixar de percebre-la el 1830 a causa dels vaivens polítics bolivians.
Va viure amb la seva filla Luisa fins que ella es va casar amb Pedro Poveda Zuleta i es van radicar lluny de Chuquisaca, la qual cosa va deixar Azurduy completament sola. Va portar a viure amb ella Indalecio Sandi, un nen discapacitat fill d'un parent llunyà. L'actitud d'acollir un necessitat malgrat les necessitats pròpies en va mostrar el gust per ajudar els desemparats.
Amb l'avenç de l'edat habitava sola en una casa del barri de Coripata, i els qui la van conèixer en aquesta situació com l'historiador Gabriel René Moreno i els seus amics la van relacionar amb aquella Juana Azurduy de què es contaven històries. A més, els nens tractaven que els expliqués les històries de les seves lluites independentistes però no aconseguien, passava llargues hores en silenci, recordant els seus éssers estimats i en companyia al costat d'una petita caixa amb totes les seves pertinences: El nomenament al grau de tinent coronela que li va fer Belgrano i altres condecoracions.
La mort d'Azurduy va sobrevenir el 25 de maig de 1862 en una alcova de l'avinguda España 218. Va ser al pati interior on podia ser un tambo antic on els viatjants pagaven una habitació per pernoctar. Es tractava d'una habitació petita amb una petita finestra a l'orient i la porta al nord, que s'arribava a través d'una escaleta d'adob. Les parets estaven blanquejades i al sostre es podien observar les bigues i les canyes trenades, que servien de niu a les Triatoma infestans. Azurduy estava recolzada en un llit senzill, conformat per màrfegues que els nadius anomenaven «ppullus». En aquesta mateixa habitació hi havia el llit de Sandi, a l'alcova hi havia una vaixella de fang, a les parets hi penjaven algunes imatges, i a més hi havia el bagul amb els documents d'Azurduy.
Quan es va produir la mort d'Azurduy, el nen Sandi es va presentar davant les autoritats militars per informar de la novetat i sol·licitar els funerals que li corresponien pel seu grau militar, però va ser atès pel major Joaquín Taborga que li va respondre que no es faria res perquè estaven tots celebrant el Dia de la Pàtria. Les restes d'Azurduy van ser dipositades al cementiri local en la fossa comuna amb l'única companyia, probablement, d'un sacerdot que va pronunciar una oració. Aquesta cerimònia fúnebre va tenir un cost simbòlic d'un pes.
Anys més tard, el ja vell Indalecio Sandi valent-se dels seus records va assenyalar el lloc on probablement estaven les restes d'Azurduy a les autoritats quan van decidir fer el postergat homenatge per les accions independentistes de la morta. Les seves restes van ser dipositats en un mausoleu que es va construir en el seu homenatge a la ciutat de Sucre.

## Homenatges

### A Bolívia

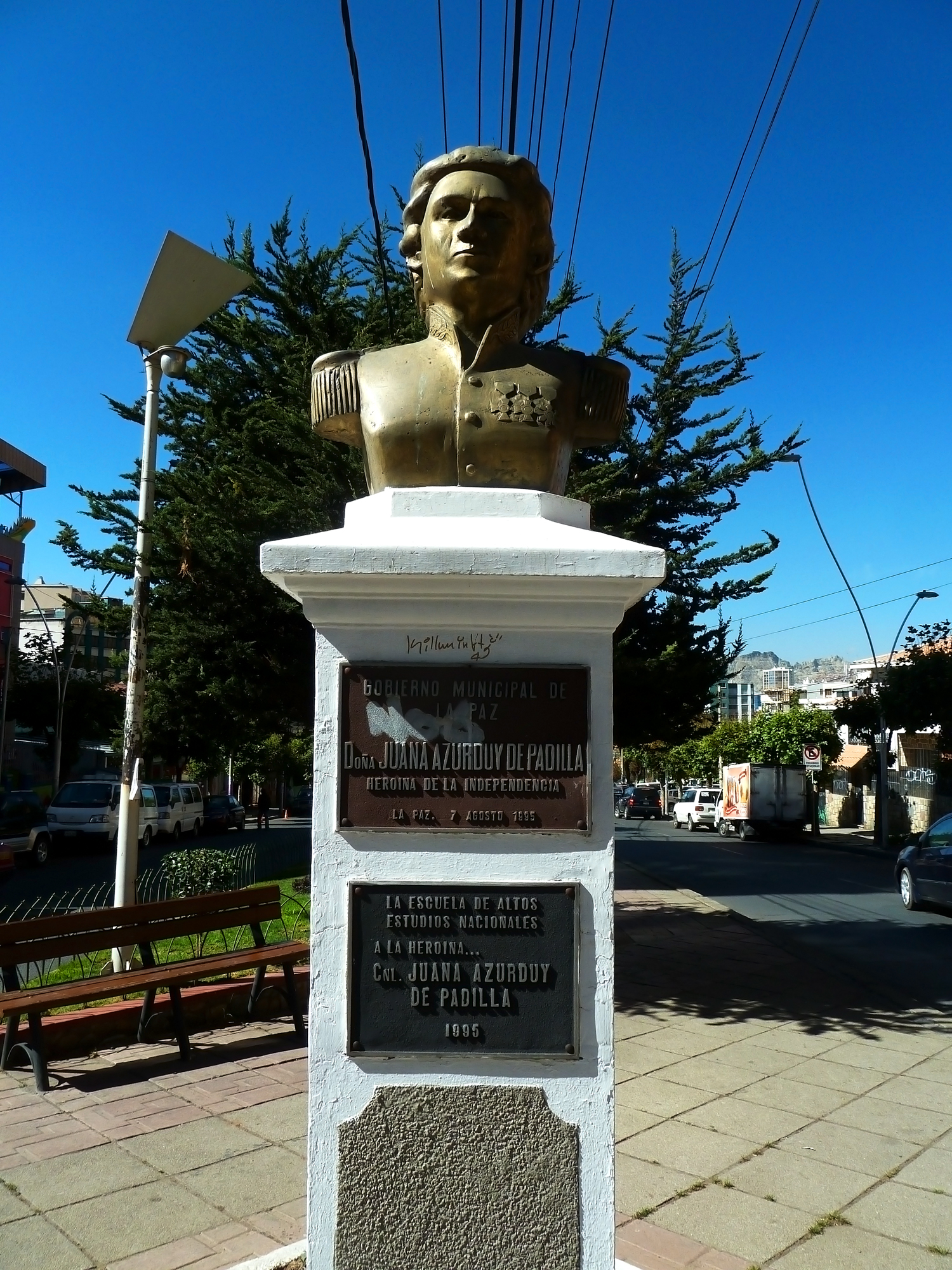
Monument a Juana Azurduy, 2013

A Bolívia, la província de Juana Azurduy de Padilla porta el seu nom, així com l'antic aeroport de la ciutat de Sucre. A partir del 2014, l'Orquestra Infant Juvenil Nacional va ser nomenada «Juana Azurduy».
El 25 de maig de 2009 el president Evo Morales va instituir el «Bono Juana Azurduy de Padilla» de 1820 Bs (uns 260 euros), una assistència econòmica que reben les dones en estat de gestació i els nens i nenes menors de dos anys, a l'intent de disminuir els alts índexs de desnutrició i mortalitat infantil i materna.
Bolívia li va atorgar alts graus militars pòstums: el novembre de 2009, el Senat la va ascendir pòstumament al grau de «mariscal de la República», declarant-la «Llibertadora de Bolívia», sobre la base de les accions de patriotisme demostrades en bé de la independència del país. A més, Juana Azurduy de Padilla va ser la primera dona boliviana ascendida al màxim grau militar a la categoria d'oficials. El 6 d'agost del 2011, l'Assemblea Plurinacional a la Casa de la Llibertat, Sucre, li va atorgar el grau pòstum de «Mariscal de l'Estat Plurinacional de Bolívia» en commemoració dels 186 anys de l'emancipació llibertària i el president Evo Morales va possessionar els graus i el sabre de mariscal de l'Estat Plurinacional, al peu de les seves restes en testimoni de gratitud per la seva participació heroica en la lluita de la independència a la guerra contra l'imperi espanyol.
A la literatura boliviana, Juana Azurduy de Padilla, ha estat font d'inspiració per part de les primeres escriptores del país. Així Lindaura Anzoátegui Campero de Campero, primera dama de Bolívia, va rescatar la seva figura a les novel·les històriques Juan Ascencio Padilla i El Año de 1815.

### A l'Argentina
A la cultura popular argentina se la recorda de diverses formes, una cueca del nord escrita per l'historiador Félix Luna i musicalitzada per Ariel Ramírez honra les accions de Juana Azurduy, anomenant-la «La flor de l'Alt Perú».
El seu personatge a la pel·lícula de Leopoldo Torre Nilsson Güemes, la terra en armes va ser protagonitzada per Mercedes Sosa.
Diverses institucions porten el seu nom; l'Exèrcit Argentí ha nomenat el Regiment d'Infanteria de Muntanya núm. 28, amb seu a Tartagal (província de Salta), com a «Generala Juana Azurduy». També el Centre de Formació Professional núm 401, de la ciutat de Colón, província de Buenos Aires, i l'Institut Superior de Formació Docent núm. 109 de San Antonio de Padua, Merlo (Província de Buenos Aires), porten el seu nom. Per la mateixa raó se li va imposar el nom al Programa de Enfortiment de Drets i Participació de les Dones es diu així en el seu homenatge.
A la província del Chaco hi ha una carretera anomenada «Ruta Juana Azurduy» que neix a la ruta 95, passa per l'impenetrable Chaco i arriba fins al límit amb la província de Salta, on la ruta segueix però amb el nom de ruta 52. Existeix també diverses escoles en el seu homenatge, entre elles una a Moreno, província de Buenos Aires, una altra a Nueva Pompeya, i una altra a General Pico, província de la Pampa, entre altres localitats.
Es van realitzar diversos reconeixements a la figura d'Azurduy durant la presidència de Cristina Fernández de Kirchner; la seva imatge decora el Saló Dones Argentines de la Casa Rosada, seu del govern argentí. Quan el president de Veneçuela Hugo Chávez va visitar el 2009 la Casa de Govern va saludar militarment la seva imatge i la presidenta argentina Cristina Fernández li va comentar:
| « | Hacés muy bien en hacerle la venia. Perdió cinco de sus seis hijos en la guerra por la Independencia. | » |

Una llei del 2007 va declarar al 12 de juliol, data del seu naixement, el «Dia de les Heroïnes i Màrtirs de la Independència d'Amèrica». Posteriorment, el 14 de juliol del 2009, la presidenta Cristina Fernández va ascendir post mortem a Juana Azurduy, del grau de tinent coronel a generala de l'Exèrcit Argentí. El març del 2010 la mateixa Cristina Fernández personalment va entregar el sabre i les insígnies de generala de l'Exèrcit Argentí davant les seves restes, arrecerades a la Casa de la Llibertat, a Sucre. Al costat del president bolivià Evo Morales van signar un tractat que va instituir el dia del naixement de Juana Azurduy, com el «Dia de la Confraternitat Argentina-Boliviana».
La presidenta també va disposar que al Parc Colón, contigu a la Casa Rosada de Buenos Aires, s'ubiqui un monument en honor a la figura de Joana Azurduy de Padilla reemplaçant al monument a Cristòfor Colom. L'estàtua, de l'artista Andrés Zerneri, fa 16 metres d'alçada i 25 tones de pes, va ser realitzada en bronze i donada pel govern de Bolívia, es va inaugurar el juny del 2015. El 15 de juliol del 2015 la mandatària argentina va aprofitar la visita del president bolivià Evo Morales per inaugurar aquest monument, posteriorment el 16 de setembre de 2017 aquest monument va ser traslladat a la plaça del Correo, davant del Centre Cultural Kirchner, en el marc de les tasques per a la construcció del Passeig del Bajo.
Un altre reconeixement durant el mandat de Fernández de Kirchner va ser l'emissió a partir del 20 de juny de 2014 d'un bitllet de 10 pesos argentins amb la seva imatge al revers.

### A Xile
El grup de música folklòrica xilena Illapu va incloure en el seu homenatge el tema Juana Azurduy, dels ja citats Félix Luna i Ariel Ramírez, inclòs al seu àlbum El canto de Illapu de 1981.